# Mercator–Sanson-vetület

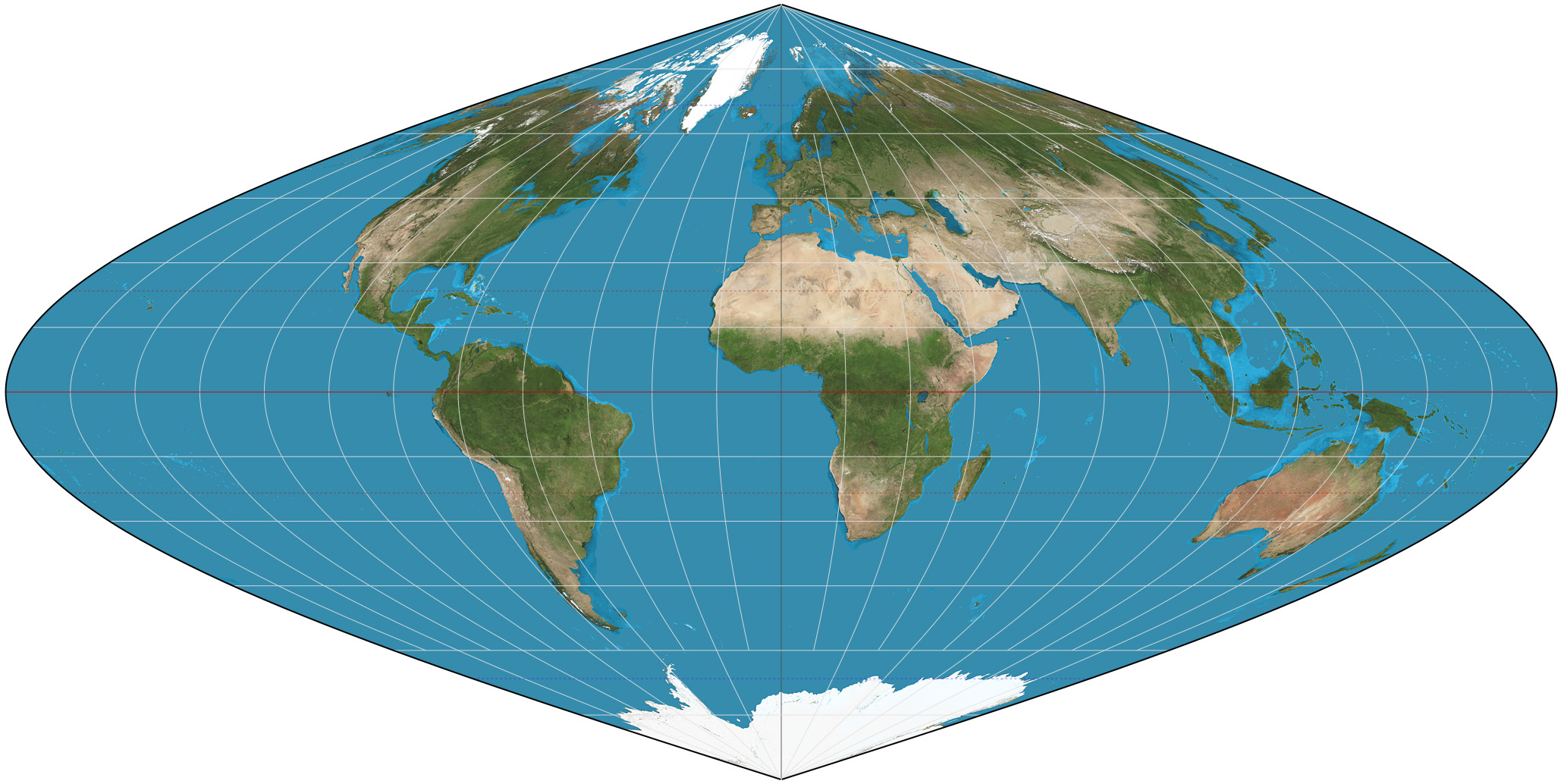
A Föld térképe Mercator–Sanson-vetületben

A Mercator–Sanson-vetület, más néven szinuszoidális vetület egy póluspontos, területtartó, képzetes hengervetület. A parallelkörök képei egyenesek és hossztartóak, a meridiánok képei pedig szinuszívek. Bár manapság kevésbé elterjedt, sok új keverékvetület alapjait fektette le.

## Története
Első ismert alkalmazása a dieppe-i Jean Cossin 1570-es atlaszának térképeihez köthető. Gerardus Mercator 1606-tól használta atlaszaiban, akit Nicolas Sanson követett, aki kontinensek térképein alkalmazta. John Flamsteed csillagtérképeihez használta, angolszász területen máig elterjedt a „Sanson–Flamsteed” elnevezés. A négyzetes hengervetület keverésével alkotta Max Eckert-Greifendorff 1906-ban új, előnyösebb torzulású vetületeit. Az 1930-as években K. H. Wagner és K. Siemon német térképészek által kidolgozott Wagner-transzformációnak köszönhetően több új vetület matematikai alapjait adta, a legismertebb Kavrajszkij I. vetülete. 

Mercator–Sanson-vetület Tissot torzulási ellipsziseivel

## Alkalmazása
Területtartó vetület lévén a földrajzi kiterjedés szempontjából fontos adatok ábrázolására alkalmas, mint például földtani, mezőgazdasági, demográfiai térképek. A pólusok környéki erős szögtorzulása és póluspontossága miatt elsősorban az Egyenlítő környékén ajánlott használata, egyes amerikai atlaszokban máig használt Dél-Amerika és Afrika ábrázolására.
Térinformatikai szoftverekben ellipszoid felületen World Sinusoidal, gömbön Sphere Sinusoidal néven található meg. Számuk az EPSG katalógusban 54008, illetve 53008.

## Egyenletei
{\displaystyle x=\cos \phi \cdot \mathrm {arc} \lambda }
{\displaystyle y=\mathrm {arc} \phi }